# Guvernul Petru Groza (3)
Guvernul Petru Groza (3) a fost un consiliu de miniștri care a guvernat România în perioada 30 decembrie 1947 - 14 aprilie 1948.

## Componența
- Președintele Consiliului de Miniștri

Petru Groza (30 decembrie 1947 - 14 aprilie 1948)
- Ministrul de interne

Teohari Georgescu (30 decembrie 1947 - 14 aprilie 1948)
- Ministrul de externe

Ana Pauker (30 decembrie 1947 - 14 aprilie 1948)
- Ministrul justiției

Lucrețiu Pătrășcanu (30 decembrie 1947 - 23 februarie 1948)
Avram Bunaciu (25 februarie - 14 aprilie 1948)
- Ministrul apărării naționale

Emil Bodnăraș (30 decembrie 1947 - 14 aprilie 1948)
- Ministrul finanțelor

Vasile Luca (30 decembrie 1947 - 14 aprilie 1948)
- Ministrul agriculturii și domeniilor

Traian Săvulescu (30 decembrie 1947 - 14 aprilie 1948)
- Ministrul industriei și comerțului

Gheorghe Gheorghiu-Dej (30 decembrie 1947 - 14 aprilie 1948)
- Ministrul minelor și petrolului

Tudor Ionescu (30 decembrie 1947 - 14 aprilie 1948)
- Ministrul comunicațiilor

Nicolae Profiri (30 decembrie 1947 - 14 aprilie 1948)
- Ministrul lucrărilor publice

Theodor Iordăchescu (30 decembrie 1947 - 14 aprilie 1948)
- Ministrul cooperației

Romulus Zăroni (30 decembrie 1947 - 14 aprilie 1948)
- Ministrul muncii și asigurărilor sociale

Lotar Rădăceanu (30 decembrie 1947 - 14 aprilie 1948)
- Ministrul sănătății

Florica Bagdasar (30 decembrie 1947 - 14 aprilie 1948)
- Ministrul educației naționale

ad-int. Lotar Rădăceanu (30 decembrie 1947 - 14 aprilie 1948)
- Ministrul informațiilor

Octav Livezeanu (30 decembrie 1947 - 14 aprilie 1948)
- Ministrul cultelor

Stanciu Stoian (30 decembrie 1947 - 14 aprilie 1948)
- Ministrul artelor

Ion Pas (30 decembrie 1947 - 14 aprilie 1948)

## Sursa
- Stelian Neagoe - "Istoria guvernelor României de la începuturi - 1859 până în zilele noastre - 1995" (Ed. Machiavelli, București, 1995)
- Rompres Arhivat în 11 februarie 2007, la Wayback Machine.

| Precedat(ă) de: Guvernul Petru Groza (2) | Guvernul Petru Groza (3) 30 decembrie 1947 - 14 aprilie 1948 | Succedat(ă) de: Guvernul Petru Groza (4) |